# Garches
 Garches é uma comuna francesa na região administrativa da Ilha de França, no departamento de Hauts-de-Seine. Estende-se por uma área de 2,69 km², com 17 769 habitantes, segundo os censos de 2013, e com uma densidade de 6509 hab/km².

## Geografia

### Transporte

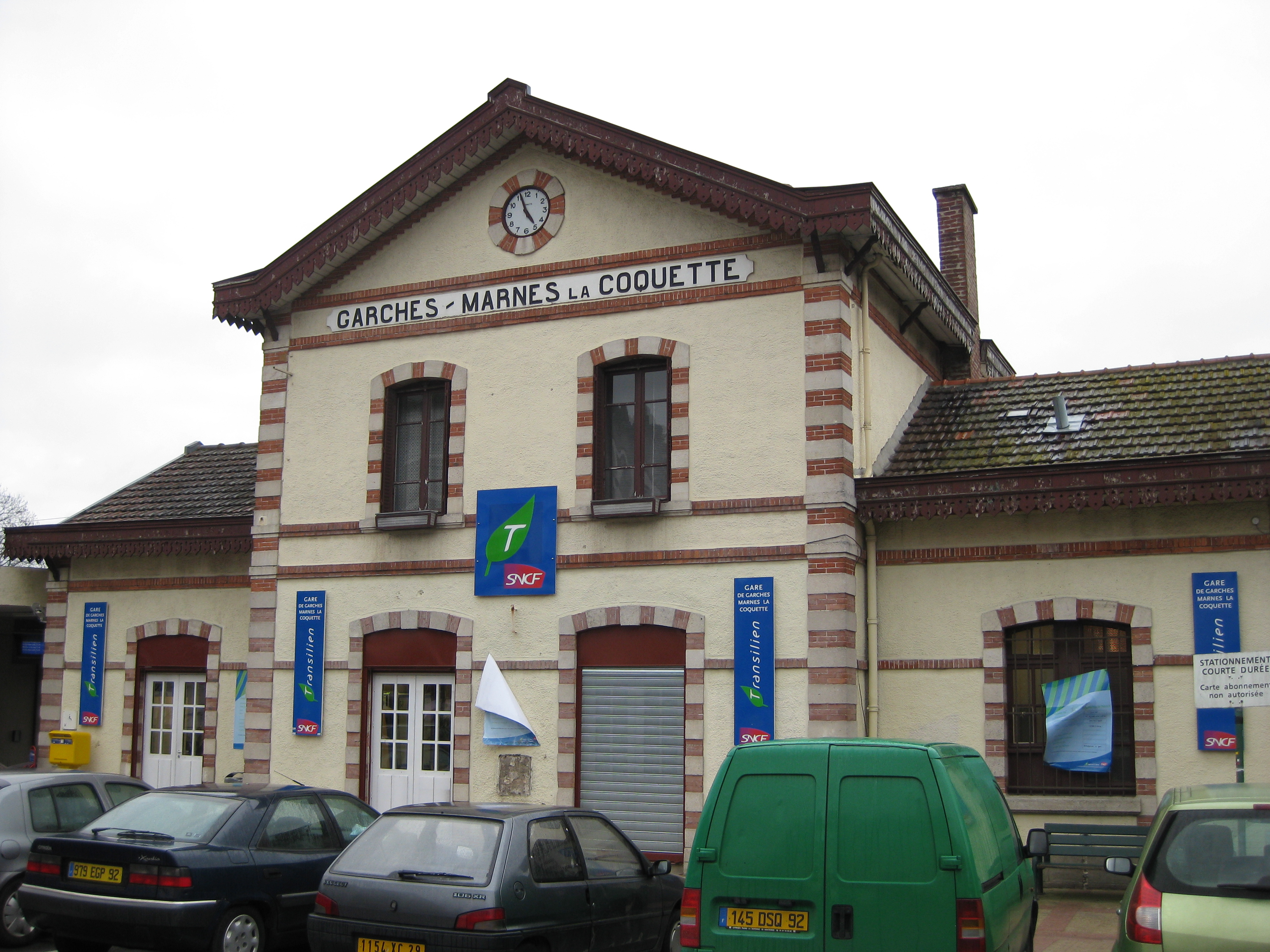
A estação de Garches - Marnes-la-Coquette.

Garches está ligada de várias maneiras à rede de transportes da Ilha de França:
- pela estação de Garches - Marnes-la-Coquette na Linha L do Transilien;
- pelas linhas 360, 426, 459 e 467 da rede de ônibus RATP.

## Toponímia
Está em um texto escrito em 1063 que aparece pela primeira vez na comuna sob o nome de Garziacus, Gargiæ. A partir do século XIV, se encontra a atual forma Garches.
Ernest Nègre sugere o nome do homem germânico Waracus seguido do sufixo -as. Albert Dauzat e Charles Rostaing o veem como uma variante do bem conhecido Guerche do frâncico * werki, trabalho defensivo.

## História
Vestígios de assentamentos pré-históricos paleolítica e neolítica das épocas foram encontrados no início do século XX em uma caixa de areia.
Primeira menção da vila em 1170.
A igreja fundada por Robert de la Marche, foi, em 1297, a primeira dedicada a são Luís, que um ano antes foi canonizado.
O território de Villeneuve l'Etang, agora chamado Marnes-la-Coquette, é separado de Garches em 1702.
Crescimento da vila no século XVIII, com a expansão das vinhas.
A vila foi muito danificada durante o cerco de Paris em 1870. Em 19 de Janeiro de 1871, o general Trochu e seus homens lutaram em as batalhas vão de Montretout-Garches-Buzenval, que destruiu parte da cidade.

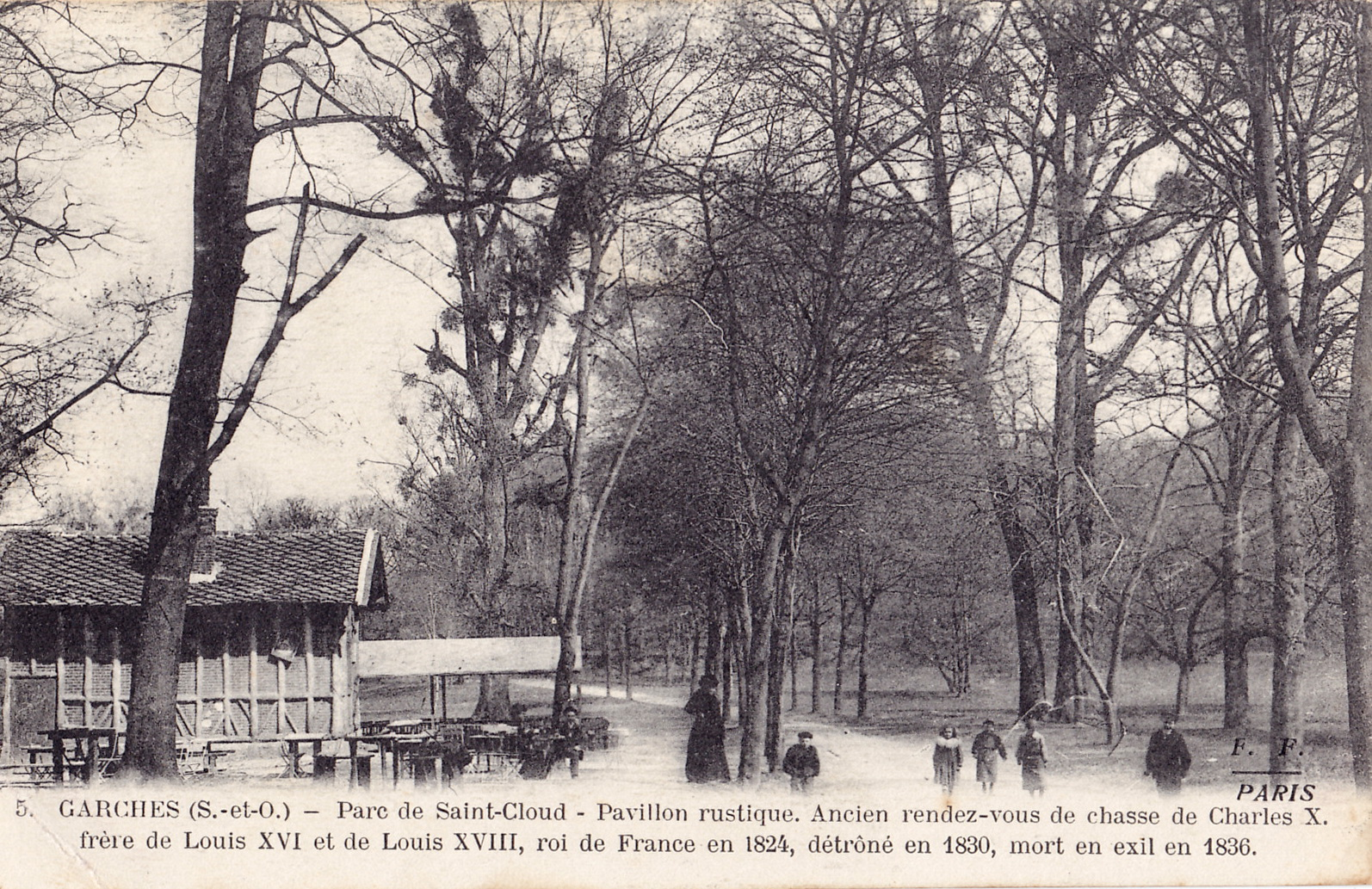
Antigo pavilhão de caça de Carlos X no Parque de Saint-Cloud.

Chegada da ferrovia em 1884 e perfuração da rua que leva da estação para a igreja.
Muitos loteamentos no período 1875-1925.

## Demografia
| 1793 | 1800 | 1806 | 1821 | 1831 | 1836 | 1841  | 1846  | 1851  |
| ---- | ---- | ---- | ---- | ---- | ---- | ----- | ----- | ----- |
| 602  | 605  | 680  | 670  | 794  | 976  | 1 120 | 1 210 | 1 256 |

| 1856  | 1861  | 1866  | 1872  | 1876  | 1881  | 1886  | 1891  | 1896  |
| ----- | ----- | ----- | ----- | ----- | ----- | ----- | ----- | ----- |
| 1 339 | 1 443 | 1 455 | 1 235 | 1 366 | 1 607 | 1 837 | 2 040 | 2 602 |

| 1901  | 1906  | 1911  | 1921  | 1926  | 1931  | 1936  | 1946  | 1954   |
| ----- | ----- | ----- | ----- | ----- | ----- | ----- | ----- | ------ |
| 3 333 | 3 847 | 4 307 | 5 529 | 6 473 | 7 377 | 7 472 | 8 828 | 10 447 |

| 1962 | 1968   | 1975   | 1982   | 1990   | 1999   | - | - | - |
| --- | ------ | ------ | ------ | ------ | ------ | - | - | - |
| 13 244 | 14 217 | 17 998 | 18 094 | 17 957 | 18 036 | - | - | - |
| Para os censos de 1962 a 2006 a população legal corresponde à popolução sem duplicidades, segundo define o INSEE. |        |        |        |        |        |   |   |   |

## Hospital
- Hospital Raymond-Poincaré

## Geminação
Em 1 de julho de 2016, Garches é geminada com:
- Gröbenzell (Alemanha) desde 1994[11]

A cerimônia oficial de geminação com esta cidade alemã localizada cerca de 20 km de Munique foi realizada em 18 de setembro de 1994.

## Cultura local e patrimônio
A comuna inclui muitos monumentos listados no Inventário geral do patrimônio cultural da França.